# Yeniaynalı, Düzce
Yeni Aynalı là một xã thuộc thành phố Düzce, tỉnh Düzce, Thổ Nhĩ Kỳ. Dân số thời điểm năm 2010 là 563 người.